# Bressanone
Bressanone er en by i regionen Trentino-Sydtyrol i det nordlige Italien. Byen har en stor tysktalende befolkningsgruppe og hedder Brixen på tysk. Byen har 22.816(2023)  indbyggere. 

## Personer fra Bressanone
- Reinhold Messner (1944–), Bjergbestiger
- Philipp Burger  (25. marts 1981–), musiker og filmskuespiller